# 美丽节肢蕨
美丽节肢蕨（学名：Arthromeris elegans），为水龙骨科节肢蕨属下的一个植物变型。